# Rote Moschee

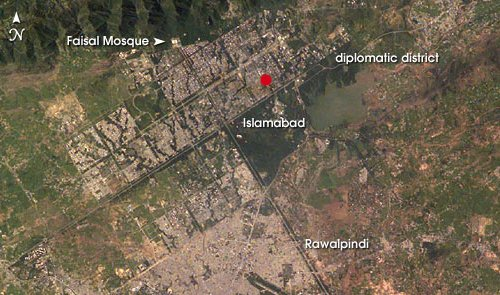
Satellitenbild der Moschee

Die Rote Moschee (Urdu لال مسجد Lal Masjid) ist eine sunnitische Moschee im Zentrum von Islamabad, der Hauptstadt Pakistans. Ihre Bezeichnung leitet sich von den roten Außenmauern und dem roten Innenbereich her.
Verantwortlich für den 1966 gegründeten zentralen Moschee-Bau war der Geistliche Maulana Abdullah. Die Geistlichen der Moschee werden vom pakistanischen Staat bezahlt.
Die Moschee wurde vom Auqaf-Ministerium (dem pakistanischen Ministerium für religiöse und Minderheiten-Angelegenheiten) errichtet, das die Moschee auch verwaltet und finanziert.
Angeschlossen ist die größte Koranschule in Pakistan mit über zehntausend Schülern. Die geistlichen Führer der Madrasa bekennen sich offen zu den Taliban und wollen das islamische Recht der Scharia in Pakistan durchsetzen.
Die Koranschule wurde bis Juli 2007 von Abdul Rashid Ghazi und seinem Bruder, Abdul Aziz Ghazi, geleitet. Beide waren bzw. sind Söhne von Maulana Abdullah.

## Geschichte

Hof der Moschee

Die rote Moschee wurde 1965/1966 im damals neu gegründeten Islamabad errichtet. Unter dem pakistanischen Militärdiktator Mohammed Zia ul-Haq diente die Moschee als Kontakt für die Regierung zu den radikal islamischen Elementen. Die Regierung förderte die radikalen Islamisten massiv, einerseits um einen Gegenpol zur schiitisch geprägten islamischen Revolution im Iran zu bilden, und andererseits, um die islamischen Milizen im Kaschmir-Konflikt zu unterstützen. Auch wurden in der Moschee Kämpfer für den Kampf gegen die Sowjetarmee in Afghanistan rekrutiert.
1998 wurde der Gründer der Moschee, Maulana Abdullah, vor ihr erschossen. Die Täter waren vermutlich konkurrierende schiitische Geistliche.
Mitglieder des pakistanischen Militärgeheimdienstes ISI sollen regelmäßig in der Moschee beten gehen. Nachdem die pakistanische Regierung sich dem US-amerikanischen Krieg gegen den Terror anschloss, kam es zu Mordaufrufen gegen den pakistanischen Präsidenten Pervez Musharraf. Als nach den Terroranschlägen am 7. Juli 2005 in London die Moschee von pakistanischen Sicherheitskräften durchsucht werden sollte, wurden diese von mit Knüppeln bewaffneten Religionsschülern zurückgedrängt.

### Krise im Juli 2007
Zwischen April und Juli 2007 kam es zu immer größeren Provokation von Anhängern und Schülern der roten Moschee gegenüber der Regierung. Nachdem am 6. April ein Scharia-Gericht von Maulana Abdul Aziz in der Moschee gegründet wurde, versuchten die Schüler dieses durchzusetzen, was unter anderem zur Entführung von Polizeibeamten und sieben chinesischen Staatsbürgern führte.
Am 3. Juli 2007 kam es zur Ausschreitungen zwischen Schülern der Madrasa und Pakistan Rangers. Bei Schusswechseln starben ein Ranger und neun Zivilisten. Die Schüler zündeten mehrere Autos und das Gebäude des Umweltministeriums an. Die pakistanischen Sicherheitskräfte sperrten die Rote Moschee ab und verhängten eine Ausgangssperre. Am 4. Juli bot die Regierung Personen in der Moschee, die sich ergeben würden, Geld und eine freie Ausbildung an. Daraufhin verließen mehr als 1.700 Menschen die Moschee. Unter den Flüchtlingen wurde der Leiter der Moschee, Maulana Abdul Aziz, festgenommen, der mit einer Burka getarnt fliehen wollte.
Nachdem die Verhandlungen zwischen den Militanten und der Regierung gescheitert waren, stürmten am 10. Juli Einheiten der Special Service Group (SSG) die Moschee. Während der Erstürmung starb Abdul Rashid Ghazi. Nach einem 36 Stunden anhaltenden Kampf gab die Regierung bekannt, die Moschee besetzt zu haben. Offizielle Angaben sprechen von 62 Toten, es wird aber eine höhere Zahl vermutet.
In den Tagen nach dem Sturm der Moschee kam es in Pakistan zu Protesten und Selbstmordanschlägen auf Konvois des pakistanischen Militärs. Einige bewaffnete Stämme in den Stammesgebieten an der Grenze zu Afghanistan kündigten die erst im September 2006 geschlossene Waffenruhe auf.